# 哌卡嗪
哌卡嗪（INN：pecazine）又名甲哌啶嗪（英語：mepazine），商品名Pacatal，为MALT1蛋白酶的变构抑制剂，是一种已经淘汰的吩噻嗪类抗精神病药。
哌卡嗪最早由Wilhelm Schuler和Otto Nieschulz于1953年合成得到，并迅速被作为镇静剂（字面意义上镇静剂，非广义上的安眠药或抑制剂）应用于精神科实践当中。尽管哌卡嗪强力的副交感神经抑制作用和抗胆碱作用导致本身镇静效果较弱和锥体外系症状风险低，但其仍被视作是氯丙嗪的替代品。
然而早在1958年，就有研究报告称哌卡嗪治疗精神分裂的效果不及其他吩噻嗪类药物，并对其临床应用地位提出质疑。随后到了1960年，一项双盲随机对照实验发现哌卡嗪甚至不及安慰剂有效。后续研究发现，哌卡嗪与其结构类似物异丙嗪一样，本质上不具备抗精神病活性。
20世纪50年代，因哌卡嗪与多例顆粒性白血球缺乏症报告有关，导致其被撤出市场。进入21世纪后，因其对MALT1蛋白酶和RANKL（破骨细胞分化因子）有抑制作用而重新引起研究者研究兴趣。